# Лебяженское городское поселение

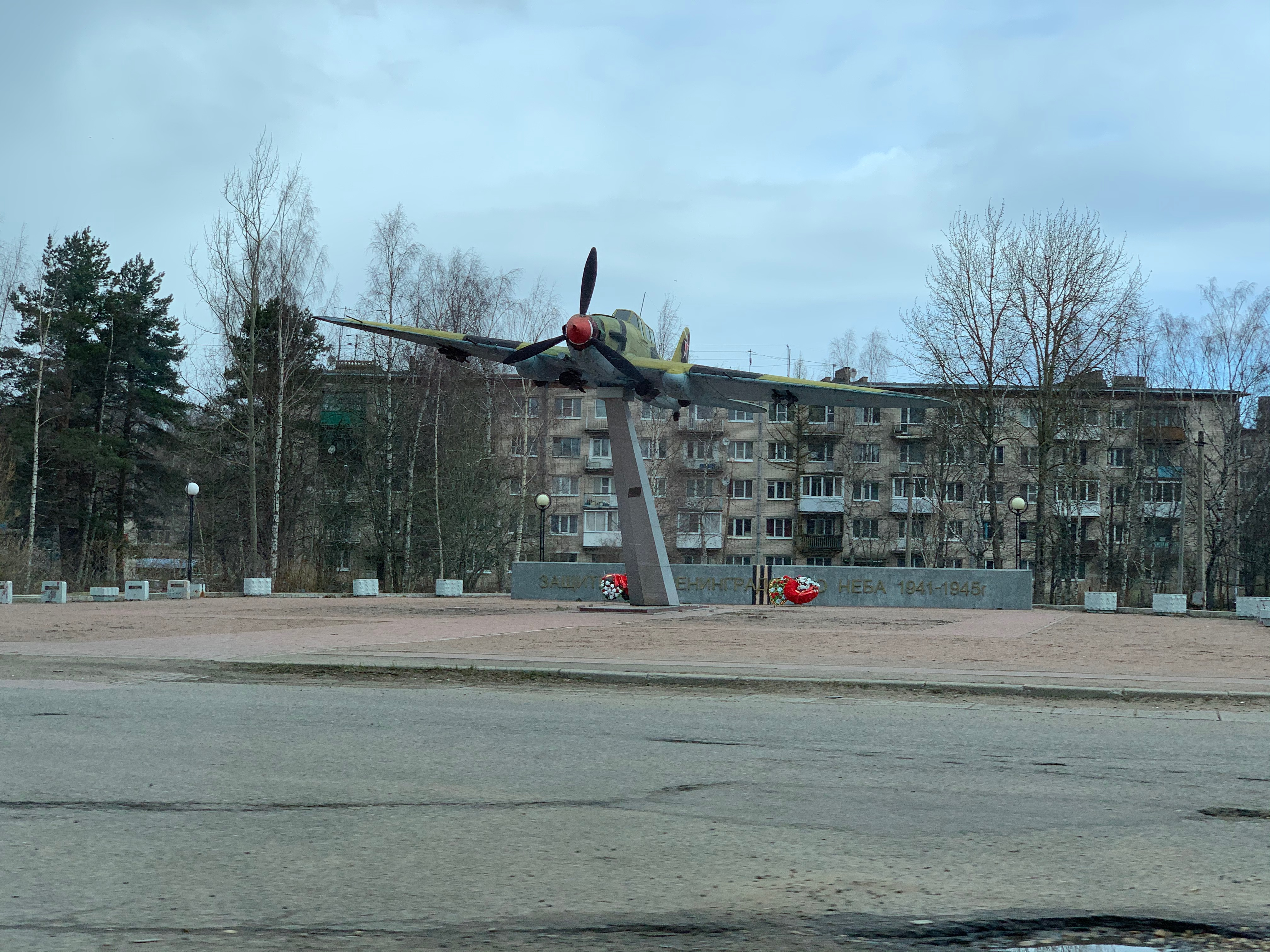
Посёлок Лебяжье

Лебя́женское городско́е поселе́ние — муниципальное образование в составе Ломоносовского района Ленинградской области. Административный центр — пгт Лебяжье.
Образовано 24 декабря 2004 года, включило в себя посёлок городского типа Лебяжье и территорию бывшей Шепелевской волости. Глава муниципального образования — Воеводин Сергей Николаевич, глава администрации — Ушаков Сергей Валентинович.

## Географические данные
Территория поселения расположена в северной части Ломоносовского района вдоль побережья Финского залива, на западе граничит с Сосновоборским городским округом.
По территории поселения проходят автодороги:
- 41А-007 (Санкт-Петербург — Ручьи)
- 41К-137 (Форт Красная Горка — Сосновый Бор)

А также железнодорожная линия Санкт-Петербург-Балтийский — Веймарн, на которой расположены станции: Лебяжье, Краснофлотск и платформы: Чайка, Красная Горка, 68 км, 75 км.
Расстояние от административного центра поселения до районного центра — 23 км.

## История
Лебяженское городское поселение образовано 24 декабря 2004 года в соответствии с областным законом Ленинградской области № 117-оз «Об установлении границ и наделении соответствующим статусом муниципального образования Ломоносовский муниципальный район и муниципальных образований в его составе». В состав поселения вошли посёлок Лебяжье и территория бывшей Шепелевской волости (до 1994 года — Шепелевский сельсовет).

## Население
| 2006  | 2010  | 2011  | 2012  | 2013  | 2014  | 2015  |
| ----- | ----- | ----- | ----- | ----- | ----- | ----- |
| 6800  | ↘5870 | ↘5850 | ↘5795 | ↘5753 | ↘5691 | ↘5570 |
| 2016  | 2017  | 2018  | 2019  | 2020  | 2021  | 2023  |
| ↘5498 | ↘5394 | ↘5367 | ↘5274 | ↘5239 | ↗6249 | ↘6232 |
| 2024  | 2025  |       |       |       |       |       |
| ↗6334 | ↗6382 |       |       |       |       |       |

## Состав городского поселения
| №  | Населённый пункт   | Тип населённого пункта          | Население    |
| -- | ------------------ | ------------------------------- | ------------ |
| 1  | Гора-Валдай        | деревня                         | ↗417 (2017)  |
| 2  | Кандикюля          | деревня                         | ↘9 (2017)    |
| 3  | Коваши             | деревня                         | ↘125 (2017)  |
| 4  | Лебяжье            | посёлок, административный центр | ↗5217 (2025) |
| 5  | Новое Калище       | деревня                         | ↗35 (2017)   |
| 6  | Пулково            | деревня                         | ↗1 (2017)    |
| 7  | Сюрье              | деревня                         | ↗3 (2017)    |
| 8  | Форт Красная Горка | поселок                         | ↗400 (2017)  |
| 9  | Чёрная Лахта       | деревня                         | ↘22 (2017)   |
| 10 | Шепелёво           | деревня                         | ↗300 (2017)  |

## Достопримечательности
- Краеведческий музей
- Филиал железнодорожного музея
- Хорошо сохранившиеся деревянные дома постройки XIX века.
- Лоцманская Никольская церковь-школа (1902 года) в стиле историзма.
- Церковь святого Николая Мирликийского Чудотворца в стиле модерна (1912 года).
- Церковь Святой Троицы Живоначальной (1899 год)
- Памятник защитникам балтийского неба, который (на центральной площади посёлка) представляет собой закреплённый на постаменте советский штурмовик Ил-2.
- Поместье Алютино
- Горовалдайское озеро
- батарея «Серая Лошадь»
- Форт «Красная Горка»
- Заказники «Лебяжий», Сюрьевское и Озеро Лубенское. (места стоянки перелётных водоплавающих птиц).
- Деревянная усадьба Байковых.
- Дача семейства Бианки, расположенная в Лебяжье